# 美索不达米亚历史
美索不达米亚的古代历史主要是指从旧石器时代初期早期人类的活动至古典时代晚期。
美索不达米亚在古代希腊语中指“两河流域”。美索不达米亚这个名字最早出现在公元前4世纪。

## 新石器時期
公元前8000年左右，欧贝德人的祖先驯化动植物；于是在古代近东地区，人类由原本狩猎采集的生活方式，逐渐过渡到基本定居生活，这也是目前已知的人类最早的定居生活。不过这种定居生活经历长期的适应过程。在美索不达米亚东北部的莫耶，从公元前7000年地层处，考古学家发现新石器时代的村落，从其中出土石制锄头、人工种植的大麦、小麦和各种豆荚，还有驯化的山羊和绵羊的骨头；从同一地层还出土大量野驴和瞪羚的骨头及蜗牛、橡树子、阿月浑子等采集物；这说明该处是一个正处于过渡时期的定居点，此处的人们在初期尝试种植和畜牧的同时，继续保持着原本的狩猎采集生活方式。考古发现表明，前7000年-前6000年在美索不达米亚，出现多处繁荣的文化。从哈苏纳最底层出土箭头、石器、骨器工具和简陋陶器；而从较浅地层则发现食物储藏室、石磨、烤面包的简易炉灶、大量农具和牛、羊和驴的骨头，同时还发现更为精细的萨迈拉陶器。在遍及该区域的许多遗址中，出土前5700年的精美的哈拉夫陶器，这表明当时的不同地区已经存在贸易往来。在萨迈拉，考古学家还发现前6000年的灌溉渠。这些发现表明在公元前6000年左右的美索不达米亚，人类已经掌握农业和灌溉技术，而这是在冲积平原南部被称为苏美尔的地区定居所必需具备的两项条件。

## 公元前6000年

欧贝德时期地图

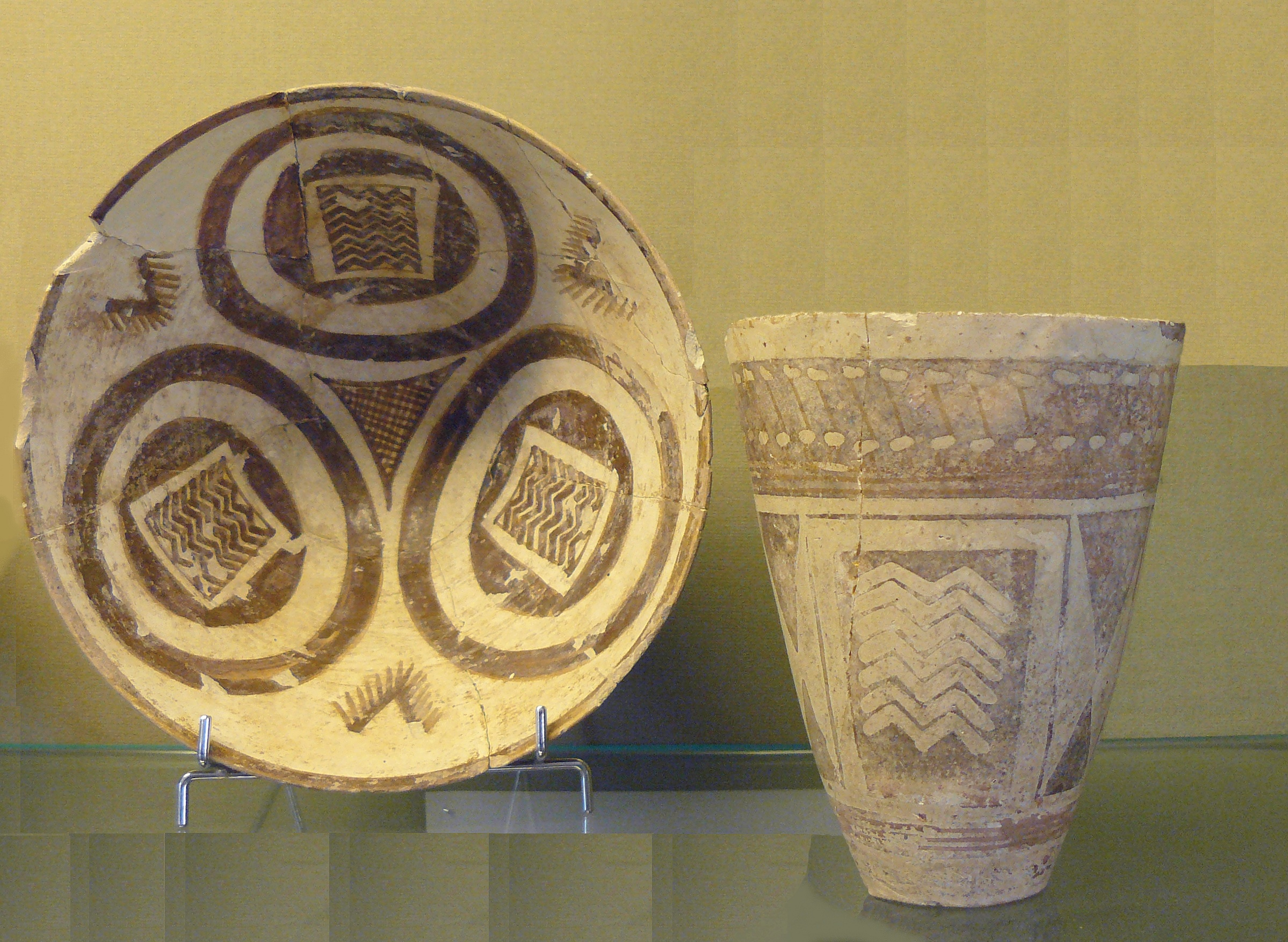
伊朗境内出土的欧贝德时期陶器

前6000年，从幼发拉底河和底格里斯河冲积平原上产生的农业社会和北部过渡时期的文化同时并存。被称为欧贝德文化的人们从幼发拉底河引水灌溉农田，人们生活在小村庄中，住着泥砖坯堆砌的小屋，使用陶质生活用具。欧贝德时期的陶器呈淡黄色或淡绿色，经常装饰有棕色图案。同样年代的陶器在乌尔和埃里都等地也有出土，因为风格和欧贝德相同，考古学家将其也归入欧贝德时期。根据陶器的风格为线索，我们可以发现当时欧贝德文化沿今天的科威特的东海岸传至伊拉克北部，之后向西穿过叙利亚，直到地中海沿岸。根据比较发现，欧贝德陶器在南方已经不用后，北方仍在使用，考古学家据此推测美索不达米亚南方的文明进程应领先于北方。欧贝德时期的一些遗址的发掘表明，当时因为灌溉农业的丰产，已经有多余的农产品，用于交换其他产品，由此产生社会分工，这就意味着更多的人可以聚居，农村将变为城市，社会等级也会更加分明。考古学家发现欧贝德时期的埃里都有12座神庙叠建于同处，说明此时神庙已经成为城市的中心。这些发现表明在欧贝德后期，当地已经具备成熟城市所需的条件。

## 公元前4000年
公元前4000年到公元前3000之间，各苏美尔城邦都已经存在，苏美尔人的文字也已经存在。现在发现的这一时期的楔形文字的文献主要是经济或者行政方面的文书。
最早的苏美尔时期由数个独立的城市国家组成，这些城市国家之间以运河和界石分割。每个城市国家的中心是该城市的保护神或保护女神的庙。每个城市国家由一个主持该城市的宗教仪式的祭司或国王统治。青銅器與輪子等重大科技進步開始出現。

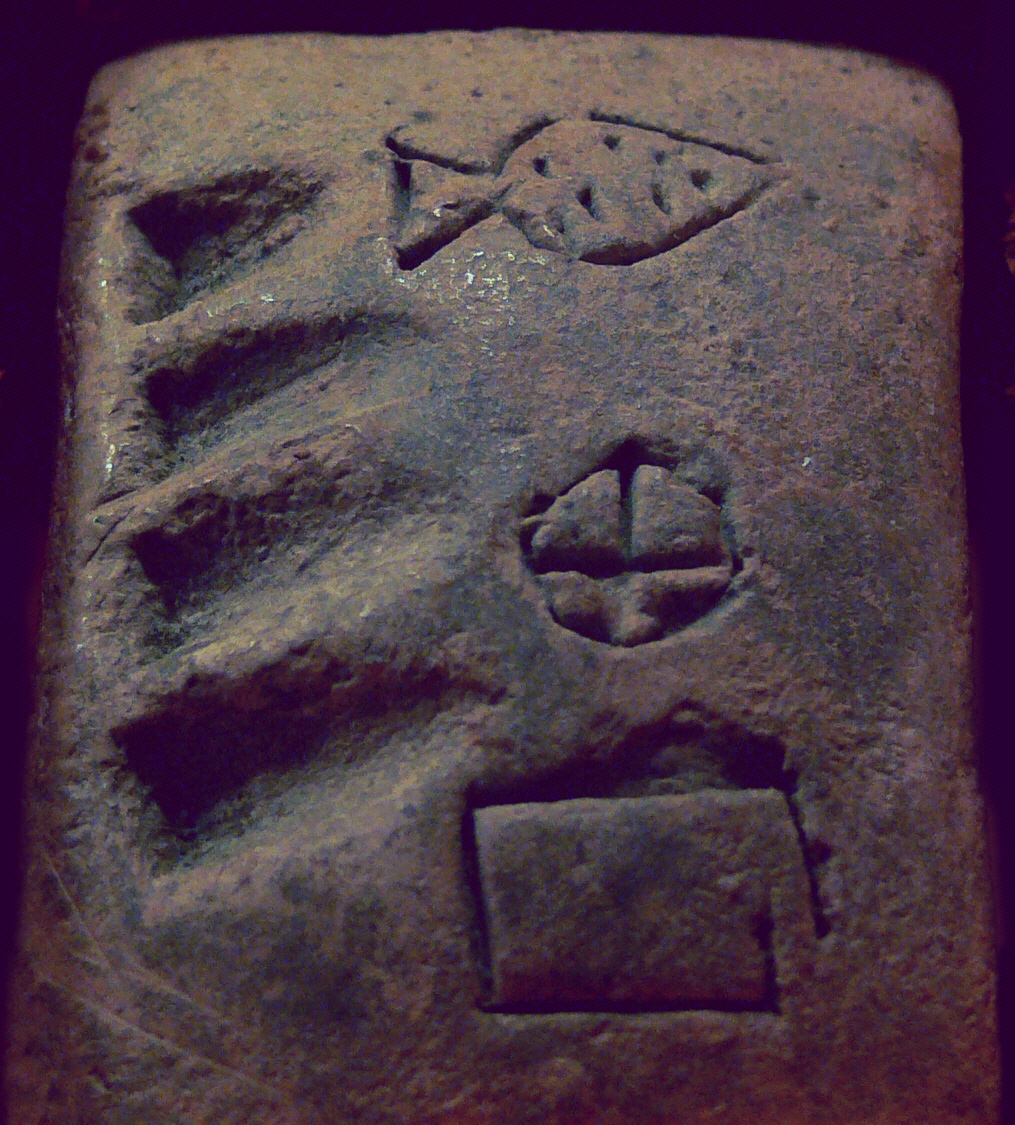
乌鲁克出土 前3200年的文字 左边刻得深的是数字4，右边的象形符号代表物品。

公元前第4千纪中期，美索不达米亚北部气候变得凉爽干燥，降雨减少，不适于依赖降雨的农业耕种，北部居民向南迁移。而此时的南部修建巨大的灌溉工程，灌溉农业进一步发展。前3500年左右，城市文明在两河流域的下游苏美尔产生，代表城市为乌鲁克，该城占地面积约100公顷，人口数千，建筑材料为砖窑烧制的土砖。那里等级分明，出现职业官吏和神职人员，政治和宗教上层人物统治着整个社会。乌鲁克政府向平民征税，并征用劳力修建公共工程，以维持政权。平民得到的回报则是在神庙得到精神上的慰籍，并拥有购买日用品及外国商品的机会。乌鲁克时期的各个城市里都有令人瞩目的神庙，神庙是苏美尔社会的核心。按当时的信念，人的任务是供养神，并且每座城市属于不同的神，比如乌鲁克是主管天空的大神安努和丰产女神伊南娜的城市，尼普尔是大神恩利尔的城市，而埃里都则是水神恩基的城市。
伴随商业和贸易的迅速发展，前3200年左右，第一种文字在乌鲁克产生。这种被称为楔形文字的书写体系，将简单的象形符号刻在泥土板上，广泛应用于纪录商贸活动。其中年代最早的样品为前3300年，纪录粮食、啤酒和牲畜的具体数量。这一时代还完善青铜冶炼并伴随犁、战车和帆船的发明，同时出现大量美索不达米亚特有的滚筒印章。乌鲁克沿河建立商业殖民地，并且其文化影响扩散到波斯、叙利亚、小亚细亚、埃及和巴勒斯坦。

## 公元前3000年

### 苏美尔早王朝时期
从考古发现已经得到的史料来看，从公元前2900年开始，苏美尔城邦进入一个“诸国争霸”的时代。比较大的城市有埃利都、基什、拉格什、乌鲁克、乌尔和尼普尔。这些城市因水权、贸易道路和游牧民族的进贡等事务进行了几乎一千年的、为时不断的互相争战。考古已经能大致勾勒出当时的历史情况，但是由于考古发现的史料有限，今天人们所知道的那段历史可能仍然是当时实际情况的冰山一角而已。
基什被认为曾经是一个比较强大的城邦，因为后来许多苏美尔君主甚至并没有实际统治过基什，却也自称基什之王。（不过现在也有历史学家认为，这并不足以说明基什曾经称霸，自称基什之王可能有其他的比如宗教方面的原因）最早的可以验证是存在的国王就是基什国王恩美巴拉格西。后来一些比较强大的城邦有乌鲁克、乌尔、温马，以及拉格什等。
考古学家在拉格什发现了王室的铭文，使得今天的人们得以知道从公元前2500年到公元前2350年之间约一百五十年间的完整的拉格什国王列表，以及相关的史事，也使得拉格什成为苏美尔各城邦中，今天的人们了解的唯一比较完整的城邦。
约公元前2500年左右，拉格什强大起来，乌尔南什王时，拉格什在苏美尔中称霸，到了安那叶姆王和恩铁美那王时，拉格什征服了不少地方，苏美尔颇有统一的趋势。后来，国王卢加尔安达因治国不善，引起了暴动，一个名叫乌鲁卡基那的人推翻了卢加尔安达的统治，在平民的拥护下，自己登上了王位，并进行了已知人类历史上第一次政治改革运动，试图维护平民的利益。正当拉格什内乱之时，苏美尔各国爆发了大规模的战争，温马王卢加尔扎克西征服拉格什，杀死乌鲁卡基那。血屠全城。乌鲁卡基那在位仅六年，他的改革也因此而废弃。”
温马的祭司国王卢加尔扎克西（Lugal-Zage-Si，公元前2259～公元前2235年）消灭拉格什的王朝，占领乌鲁克，并将它作为他的首都，自称他的帝国从波斯湾一直蔓延到地中海。
但是闪族的阿卡德国王萨尔贡打败了卢加尔扎克西，俘虏了他，而苏美尔人城邦的历史也就就此结束了。

### 阿卡德王国时代
阿卡德王国统一了美索不达米亚，阿卡德人属于闪族，并非苏美尔人。

### 苏美尔复兴
但是阿卡德王国晚期，不少苏美尔城邦就已经开始复兴。而後阿卡德被蛮族库提人（Gutium）所消灭。阿卡德王国崩溃后，苏美尔得以复兴。拉格什也在一位叫做古地亚(Gudea)的国王的统治下非常繁荣富强，称拉格什第二王朝。

### 乌尔第三王朝
蛮族库提人摧毁了阿卡德王国，但库提人的统治并不稳固，使得各苏美尔城邦得以短暂复兴。乌鲁克的国王乌图赫加尔（Utu-hengal）是赶走库提人的英雄。乌图赫加尔的强大，也对拉格什构成威胁。乌图赫加尔让乌尔纳姆镇守乌尔城，乌图赫加尔死因不详，但是乌尔纳姆在乌尔建都，统一了美索不达米亚，建立了乌尔第三王朝（公元前2111年～公元前2003年)，乌尔纳姆开始自称“苏美尔和阿卡德之王”。乌尔第三王朝虽然是苏美尔人的王朝，但是与以前的苏美尔城邦不同，它如同阿卡德王国之后的巴比伦王国，是个强大的中央集权制的国家。
今天可以见到的人类历史上最早的法典，就是《乌尔纳姆法典》，虽然只保存下来一些片段。乌尔第三王朝时期也对乌尔城大兴土木，乌尔的神庙遗迹今天仍可供凭吊。
乌尔第三王朝末期，王权衰落，各地割据，再加之外来的阿摩利人不断入侵。最后埃兰人的入侵给乌尔第三王朝以最致命的打击。国王伊比辛（公元前2026年-公元前2004年在位）兵败被俘。乌尔第三王朝灭亡。乌尔第三王朝灭亡后，历史上就再也没有苏美尔人建立的政权。苏美尔民族也逐渐从历史上消失，虽然在以后的巴比伦和亚述时期，苏美尔语和楔形文字仍然存在，苏美尔国家的历史被当成神话般的传说。
苏美尔人开创的文明仍然继续着。但是苏美尔人却逐渐被遗忘，古希腊以及犹太人的文献中从来没有提到过苏美尔人。有关苏美尔人的文明及其历史皆是近代考古学的成果。

## 公元前2000年

### 早亚述时期

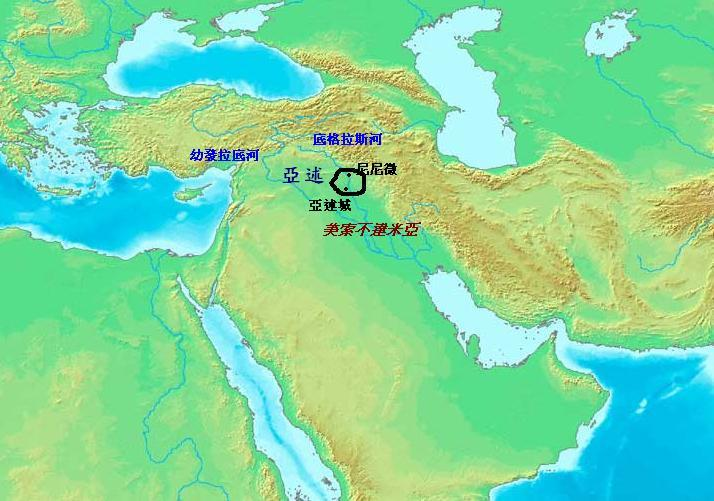
早亞述時期

亚述最早的居民是胡里人，后来閃米特人迁徙而至。两个民族逐渐融合，成为亚述人。古亚述指底格里斯河和幼发拉底河流域北部地区，东北靠札格罗斯山脉，东南以小扎布河为界，西临叙利亚草原。整个亚述是以亚述城为中心。
公元前3000年代末，阿卡德王國滅亡之後，亞述形成了以亞述城為中心的國家，開始了早亞述時期（約公元前3000年代末至公元前2000年代中葉）。
早亞述時期時，土地歸公社所有，不過關於公社的實際情況則並不清楚。另外，早期亞述有貴族會議，名年官稱為「里模」，國王稱為「伊沙庫」，權力卻不大。早期亞述雖有一些王家銘文留下，但所載王表並不可靠，因而還未能列出一個完整的王表。
早亞述時期的商業貿易已相當發達，國王沙姆希·阿达德一世的一個銘文中提及當時亞述城的市場及一些商品的比價，而商貿對手則包括小亞細亞、敘利亞、美索不達米亞南部、扎格羅斯山區及亞美尼亞等地區。亞述又建立很多商業殖民地，據卡帕多細亞泥版文書所載，有一個商業殖民地叫卡尼什，政治上不屬亞述，居民卻是亞述人及公社成員，而且享有自治權。在埃卜拉（Elba）出土的文件，記載了亞述的統治者曾同埃卜拉統治者簽定有卡尼什的《卡努姆條約》。透過商業活動，亞述的一些城市如尼尼微、亞述城、阿爾貝拉都因此富起來，而且更重要的是把楔形文字帶到了小亞細亞。
亞述於沙姆希·阿达德一世在位時最強大，在馬里發掘的文書中記載其曾攻佔馬里，其子也擔任了該城的統治者，小亞細亞東部也曾被亞述征服，沙姆希·阿达德一世袭用阿卡德国王的称号，自称「天下之王」，然沙姆希·阿达德一世死後，亞述衰落，公元前16-15世紀，亞述分別隸屬於當時西亞的強國米坦尼及統治兩河流域南部的加喜特人，直至公元前15世紀末葉，才又強大起來，進入中亞述時期。接下来的两个世纪，主要由伊辛-拉尔萨、早巴比伦尼亚、沙姆希阿达德一世爭奪權力。亞摩利人的伊辛和拉尔萨在争夺南部美索不达米亚的主导权。这一时期，北部美索不达米亚的力量正在上升。亚述国王伊路舒玛成为美索不达米亚主导力量。他不断侵扰南部城市，并且在小亚细亚建立殖民地。

### 中亚述时期

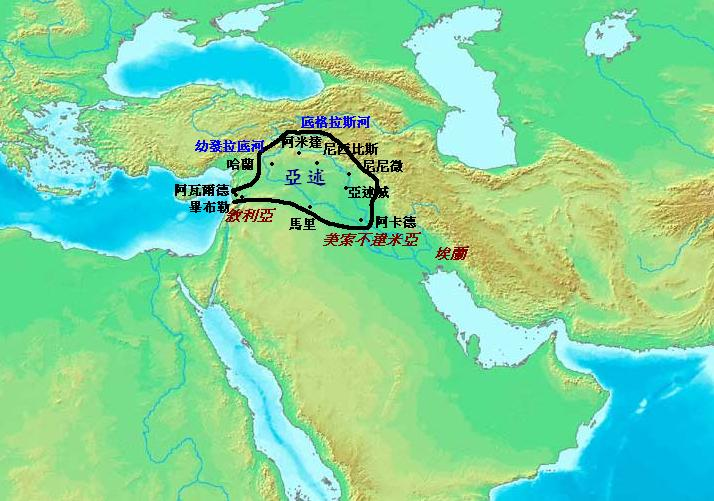
提格拉·比利薩一世時的中亞述時期（公元前1115－1077年）

公元前15世紀末葉以後，亞述又開始強大起來，進入中亞述時期，但當時的形勢對亞述來說十分不利，小亞细亞的赫梯王國和新王國時期的埃及都在敘利亞擴張自己的勢力，從而阻斷了亞述向西的擴張。然而亞述仍不斷尋找擴張機會，先是打敗了兩河流域南部的加喜特人，將亞述的邊界向南推進，又兩度同米坦尼作戰，迫使米坦尼與自己的競爭對手埃及結盟，然而亞述最後還是殲滅了米坦尼，佔其所有國土。公元前13世紀初，亞述甚至威脅到赫梯的安全，使赫梯也同樣向自己的競爭對手埃及結盟。亞述也曾西征腓尼基，自赫梯灭亡後，中亚述王国曾一度统一两河流域。但其後受到阿拉美亞人入侵，令亞述國力受挫。
商業方面，由於赫梯強大，亞述已不能再在小亞細亞建立新的商業殖民地，亞述商人不得不將資本轉入國內。然而，亞述本身生產力不是非常發達，回流商業資本無法轉入生產過程，於是轉成了高利貸資本，侵入農村，導致貧富懸殊日益嚴重，小生產者喪失土地，甚至遭到債務奴役。在「中期亞述法典」中有反映了這種情況，此法典現存九表，荊三表保存較完整，第一表是有關財產關係的，其中涉及土地轉讓的條款甚多；第二表則與債務及債務奴役有關，當中記載債務奴役沒有年限。在這時留下的私法文書中，也有不少關於土地買賣的契約，反映了商品貨幣關係深入農村的情況。
政治方面，中亞述時期階級矛盾尖銳，亞述的王權相對加強，並採用了君主專制的統治方式。在亞舒爾烏里巴特一世統治時期（公元前1365－1330年），第一次在官方名表和印章上自稱為「亞述國之王」，並與埃及法老稱為兄弟。在阿達德·尼拉里一世時，國王更身兼名年官一職，徹底成為專制君主。

## 公元前1000年
新亚述帝国通常认为始于公元前911年。在极盛时期，新亚述帝国征服了埃及第二十五王朝、新巴比伦王国、迦勒底、埃蘭、米底等广大地区。

### 新亚述（或称亚述帝国）时期

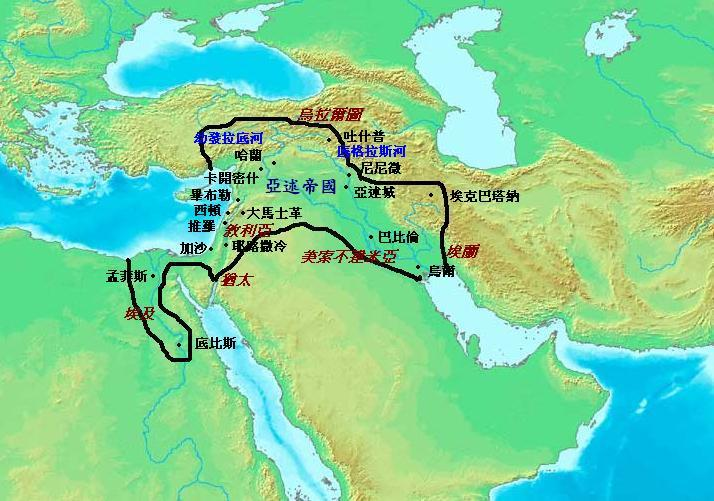
亞述巴尼拔時期的亞述帝國（公元前668－626年）

公元前1000年代前期，對亞述來說是一個發展的好時期，在國際上，它四周無強敵，埃及正值後王朝時代，無力擴張亦常受到外族入侵，小亞細亞的赫梯被海上民族蹂躪，南方的巴比倫亦國勢力弱，東方的米底及波斯尚未興起，只有北方的烏拉爾圖成為亞述唯一強敵。從公元前10世紀末葉起，亞述經過兩個多世紀連續不斷的征戰，建立起一個橫跨西亞北非的帝國，將兩河流域南部及埃及兩大文明置於自己的統治之下。
亞述帝國時期對外的征服始於那西爾帕二世統治的時期(公元前883－859年)，他征服了北部敘利亞，其後的沙爾馬納塞三世(公元前839－824年)，與南敘利亞開戰，並取得了最終的勝利，又獲得了巴比倫尼亞地區的宗主權，但是長期的戰爭令國內人民負擔加劇，激起不滿，據「里模表」所載，公元前8世紀時就發生過多次人民起義，而且往往發生在京畿，因此在提格拉特帕拉沙爾三世(公元前745－727年)上台之前的幾十年裡，亞述停止了對外的擴張，直到前745年，提格拉特帕拉沙爾三世執政並進行了軍事改革，把軍隊分成若干兵種，如戰車兵、騎兵、重裝步兵、輕裝步兵、攻城兵、輜重兵及工兵等，大大加強亞述的軍事力量，其後他恢復對外的戰爭，打敗了烏拉爾圖，征服了整個敘利亞地區，並插手巴比倫的王位繼承，進而使巴比倫與亞述合併，自己成了巴比倫之王。
在薩爾貢二世統治時期(公元前722－705年)，亞述又打敗了以色列，鎮壓了得到埃及支持的敘利亞、腓尼基等地的起義，他又再次打敗烏拉爾圖，並攻擊米底。薩爾貢二世原為下級軍官，後因戰功纍纍得到提升，雖然他是一個不折不扣的「篡位者」，但他却忠實地繼承了自[提格拉特帕拉沙爾三世以來的統治風格。繼後的是薩爾貢二世的長子辛那赫理布(公元前704－681年)，他鎮壓了由埃及鼓動的猶太人及腓尼基人的起義，以及由埃蘭支持的巴比倫尼亞起義，為此他毀滅了古都巴比倫。另外他在位期間，興建了著名的「蓋世無雙皇宮」，其邊長近200米，包括兩座大殿、一幢橢圓形建築物以及一個植物園和一座涼亭，王宮內的浮雕長達3000米，現藏於大英博物館。公元前7世紀時的阿薩爾哈東統治時期(公元前671年)，亞述輕易奪取了埃及的孟菲斯，接受了埃及之王及埃塞俄比亞之王的稱號，不過亞述滿足於讓埃及人每年進貢180公斤黃金和9噸白銀而已，於是不久後埃及又重新獨立。伊薩爾哈東之後的是亞述巴尼拔(公元前668－627年)。他興建了巨大豪華的亞述巴尼拔王宮，在宮中設置泥版圖書館，該圖書館收集了當時亞述人所知的全世界各地的書籍，藏有無數楔形文字的泥版，內容包括語言、歷史、文學、宗教、醫學及天文等各方面的知識，是研究當時歷史寶貴的資料。

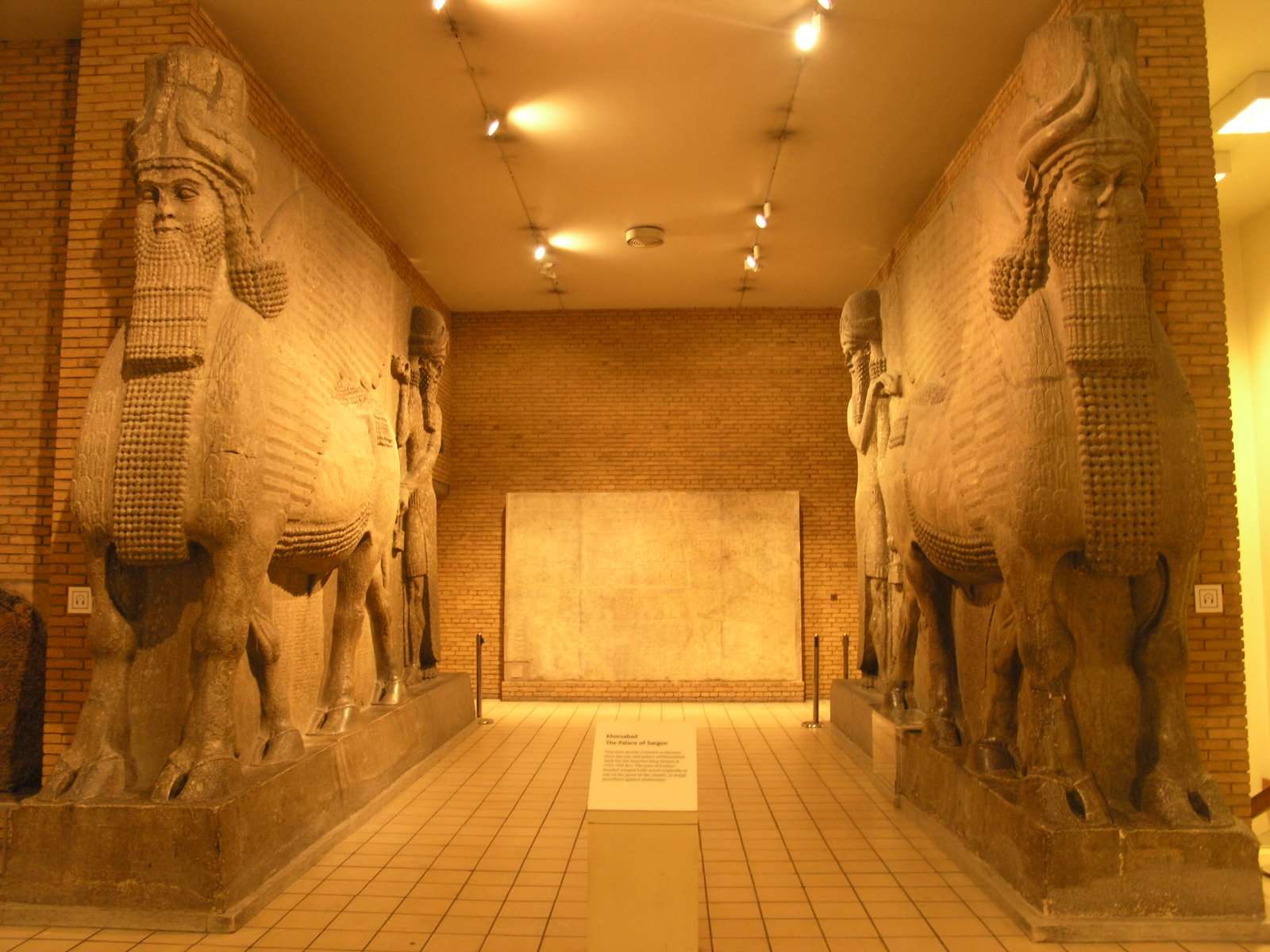
亞述人相信入口兩邊的捨杜和拉瑪蘇，會守護寺廟和宮殿。

亞述帝國的征服戰爭以殘暴聞名，所到之處城鎮都被毀為廢墟，財物被掠奪，居民被殺戮或被擄走，人口銳減導致生產力下降。由於亞述人在戰爭中的行為異常殘暴，猶太人將亞述首都尼尼微稱為「血腥的獅穴」。在辛那赫里布的年代，他佔領並毀滅了75座城市，人和財物都被擄走。薩爾貢二世在位第一年遠征巴勒斯坦的撒馬利亞時，就俘虜了27,290人，及後他初次出征鎮壓兩河流域南部的一次起義時，把200,800人及大批財富奪回亞述，在鎮壓巴勒斯坦地區的起義時，又把200,150人及大批財富帶回了亞述。
這種殘暴的政策導致到處都出現反抗，亞述很多次的出征其實都是鎮壓起義，而戰勝後卻又往往進行更殘酷的壓迫，這種政策嚴重削弱亞述帝國初期的社會生產力，由於被征服地區無法進行再剝削，引起神廟祭司奴隸主及工商業奴隸主的不滿，導致在公元前8世紀後期，發生了提格拉特帕拉沙爾三世的改革。提格拉特帕拉沙爾三世主要改變被征服地區的政策，他不再殺光被征服的地區，而是將居民遷到另一個地方去，盡量使不同地區不同語言的居民混合起來居住，使其不便交往，但准許他們攜妻帶子及帶上部份財產。他們被封給土地，讓他們獨立經營，但無人身自由，分屬於各奴隸主，生產成果要交給奴隸主。這在一定程度上緩和了統治階級不同集團之間的矛盾，內部的安寧也加強了亞述的軍事力量。因此從他開始，亞述又開始了更多的征服。
由於戰爭帶來大量戰俘，除部份戰俘選去加入亞述軍隊外，更大的部份成為了奴隸。奴隸主包括皇室家族、軍隊、行政官及祭司等。他們從亞述獲得了大量土地，財富和奴隸。另外還有一批工商業奴隸主，特別是在巴比倫尼亞，由於經濟和政治實力增強，故能從長期鬥爭中從亞述帝國取得了自治權。奴隸主的土地往往不是集中一處，而是分散許多地方，所以他們又會另外聘請管理人去管理奴隸。
亞述帝國時期由於鐵器的使用，有利於改進工具，提高生產力，經濟也得到很大的發展。亞述是一個多山地區，鐵器使用令開墾荒地的能力提高。長期的戰爭某程度上也加速了亞述的經濟發展，勝利帶來了大批財富，也帶來了大批戰俘，從而大規模增加生產力。佔領的地區同時成為亞述巨大的市場及貿易通道，其中兩河流域、腓尼基等地原本已是非常發達的商業貿易區，這一切都為亞述帝國創造了有利的經濟發展條件。不過亞述對征服地區只管掠奪卻欠缺建設，被征服的人民除了向亞述人交納貢獻以外，還要負擔勞役，因此客觀經濟發展條件未被充分利用。

### 新巴比伦王国
新巴比伦王国（或称第二巴比伦王国）始于公元前620年，至前539年。
至公元前627年亚述巴尼拔死后，亚述帝国陷入一系列内战。
公元前626年，巴比倫尼亞宣告獨立，由亞述派去駐守該地的迦勒底貴族那波帕拉沙爾自立為王，建立新巴比倫王國，並與伊朗高原西北、同受亞述統治的米底人結成同盟，於公元前612年攻陷亞述首都尼尼微，亞述帝國覆亡，遺產被新巴比倫王國及米底瓜分。

### 古典时期至晚期
亚述和巴比伦尼亚被阿契美尼德王朝统治了将近2个世纪。阿契美尼德亚述成为帝国主要的兵源和经济的粮仓。美索不达米亚亞拉姆語成为帝国的通用语。在公元前330年，美索不达米亚被亚历山大大帝征服。